# James Levine
James Lawrence Levine (født 23. juni 1943, død 9. marts 2021) var en amerikansk dirigent og pianist. Han var musikdirektør for Metropolitan Opera og Boston Symphony Orchestra. Levine dirigerede sin første opera på Metropolitan Opera den 5. juni 1971 og stod pr. juli 2010 bag mere end 2.415 koncerter med dette operakompagni. I 1997 blev han tildelt National Medal of Arts.